# 褐侧耳
褐侧耳（学名：Pleurotus australis）， 也称棕色杏鲍菇，是一种原产于澳大利亚和新西兰的伞菌。 它在枯木中被发现。 虽然形态上类似于其他一些侧耳属真菌，它明显是一个无法杂交的独特的物种。
种名 australis 意为“南方的”。

## 又见
- 侧耳属物种列表